# 여성 아이돌 그룹 서바이벌 달콤한 걸
《여성 아이돌 그룹 서바이벌 달콤한 걸》은 대한민국의 방송 국 MBC에서 방송 하였던 추석 특집 프로그램이다. 대한민국에 서 2009년 현재 인기를 끌고 있는 6팀의 여성 아이돌 그룹 이 출연 해 다양 한 대결 을 펼쳤다. 한편, 2010년 7월에 정규 편성 됐다.

## 출연진
- 노홍철 (MC)
- 길 (MC)
- 소녀시대 (수영, 제시카, 써니)
- 카라 (한승연, 구하라, 박규리, 강지영)
- 브라운 아이드 걸스
- 포미닛
- 애프터스쿨 (유소영, 이주연, 베카, 가희, 정아)
- 티아라
- 원더걸스 (영상 메시지)

## 특이점
방송 당시 미국에서 활동 중이었던 원더걸스가 이 프로그램을 통해 영상 메시지를 남겼다.
원더걸스는 영상 메시지를 통해 '달콤한 걸'에 참석하지 못한 것에 대한 아쉬움을 드러내게 되었고, '가장 힘센 아이돌은 누구일까?'라는 질문에 대해서는 카라의 구하라라고 답변을 하였다.
한편 이 프로그램을 통해 리쌍의 길이 예능 프로그램 MC로써 첫 신고식을 치르게 되었다.
프로그램 말미에는 최종 승자를 가리는 달리기 시합이 있었다.
이 코너를 통해 카라의 구하라는 달리는 모습이 마치 세계적인 육상선수 우사인 볼트와 버금간다고 하여 '구사인 볼트'라는 애칭을 얻게 되었다. 하지만  구하라는 달리기 시합 도중에 넘어지게 되었고, 결국 최종 우승자는 티아라의 보람이 차지하게 되었다.

## 비판
일부에서는 여성 아이돌 스타들에게 팔씨름, 못박기 대결, 트럭끌기 등 황당한 도전을 요구하였다는 점에서 문제를 제기하였다. 특히 남자 성인도 힘들어 보이는 트럭 끌기 등의 미션은 다소 위험해 보이기까지 했다는 지적이 있었다.

## 시청률
| 방송일          | TNS 시청률     | TNS 시청률   | AGB 시청률     | AGB 시청률   |
| 방송일          | 대한민국(전국) | 서울(수도권) | 대한민국(전국) | 서울(수도권) |
| --------------- | -------------- | ------------ | -------------- | ------------ |
| 2009년 10월 2일 | 10.1%          | 10.5%        | 9.5%           | 10.3%        |

## 같이 보기
- 걸 그룹
- 아이돌 가수
- 대한민국의 아이돌 그룹 목록
- 청춘 버라이어티 꽃다발 (정규 편성)